# نرئو روکو
نرئو روکو(به ایتالیایی: Nereo Rocco) (۱۲ دسامبر ۱۹۱۲، اتریش-مجارستان تا ۲۰ فوریه ۱۹۷۹، ایتالیا)، پرافتخارترین مربی تاریخ باشگاه میلان و اولین استفاده کنندهٔ سیستم کاتناچیو در ایتالیا می‌باشد.او همچنین بیشترین دوران مربی‌گری در تیم آ.ث میلان را از آن خود کرده‌است.

## افتخارات
او در دوران مربیگریش دو اسکودتو، سه کوپا ایتالیا دو جام اروپا، دو جام در جام اروپا و یک جام بین‌قاره‌ای را بهمراه تیم میلان کسب کرد.

## یادبود
در ۱۸ اکتبر ۱۹۹۲، استادیومی جدید در تریسته به نام روکو افتتاح شد.روکو را با لقب اِل پارُن(به ایتالیایی El Paròn) می شناسند.